# Margrietje (dier)
Het margrietje (Actinothoe sphyrodeta) is een zeeanemonensoort uit de familie Sagartiidae. Actinothoe sphyrodeta is voor het eerst wetenschappelijk beschreven door Philip Henry Gosse in 1858.

## Beschrijving
De zuil van het Margrietje is maximaal twee centimeter hoog en anderhalve centimeter breed. Daarop staan de tentakels waarvan er tot 120 kunnen zijn, die onregelmatig zijn gerangschikt, vrij stevig aan de basis, taps toelopend naar fijne punten en matig van lengte zijn. De kleur is wit, het pigment is nogal vlekkerig op de mondschijf en zuil, meer zelfs op de tentakels. De zuil heeft vage groene lengtestrepen. De mondschijf is soms oranje/geel van kleur. Op de tentakels zitten netelcellen die gif bevatten.
De voortplanting verloopt ongeslachtelijk door longitudinale deling. Margrietjes kunnen tot 100 jaar oud worden.

## Verspreiding en leefomgeving
Het margrietje komt veel voor rond de Britse Eilanden en wordt gevonden aan de Atlantische kust van Frankrijk. Rond de kust van de Britse Eilanden is het gebruikelijk in het noorden, westen en zuiden, en rond Ierland, maar ongewoon aan de oostkust van Schotland en Engeland. De noordelijke grens is waarschijnlijk het zuidelijke deel van de Noordzee en wordt minstens zo ver naar het zuiden gevonden als de Golf van Biskaje.
In de Noordzee komen margrietjes komen voor op hard substraat zoals scheepswrakken en windmolenpalen. Daarbuiten ook in grotten en onder overhangen, op rotswanden en op bruine zeewieren zoals Laminaria-bladeren en Himanthalia elongata-knoppen. Af en toe is deze soort te zien op de lagere kust, maar het is meestal een sublitoraal-soort, die diepten bewonen tot ongeveer 50 meter. Deze soort wordt vaak gevonden in gezelschap van de juweelanemoon (Corynactis viridis) en Caryophyllia smithii op blootgestelde locaties. Meestal opvallend indien aanwezig. Hoewel deze kleine soort zeeanemoon massaal in de Noordzee massaal voorkomt, werd deze soort voor het eerst in 2017 door sportduikers in de westelijke Oosterschelde aangetroffen.